# Undine (Schiff, 1959)
Die Undine ist ein 1959 gebautes Binnenfahrgastschiff der Fränkischen PersonenSchifffahrt, die es für Rundfahrten an der Volkacher Mainschleife einsetzt. Es ist das einzige in Würzburg gebaute Passagierschiff und für 250 Fahrgäste zugelassen.

## Geschichte
1958 bestellte Martin Dörr, Inhaber der Fränkischen PersonenSchifffahrt, bei der Würzburger Schiffswerft Neckermann & Hofmann ein Fahrgastschiff mit einer Kapazität von 370 Personen für den Einsatz auf dem Main. Für Neckermann & Hofmann war es das einzige Passagierschiff, das die Werft baute. Die Kiellegung erfolgte im Januar 1959, bei der Taufe am 30. April 1959 erhielt es den Namen Undine nach dem weiblichen Wassergeist Undine aus der Mythologie und war seinerzeit das größte Fahrgastschiff auf dem Main. Heimathafen wurde Würzburg, noch in der Saison dieses Jahres nahm es den Betrieb auf.
Neben Rundfahrten und Charterfahrten für Firmen oder Vereine nahm die Reederei mit der Undine immer wieder an Feierlichkeiten am Main-Donau-Kanal teil. So fuhr das Schiff im September 1962 zur Einweihung des Hafens Bamberg, im September 1972 zur Einweihung des Hafens Nürnberg und ebenfalls im September 1987 zur Hafeneinweihung der Lände Roth. Bekannt geworden ist die Reederei mit dem Schiff durch mehrtägige Schülerfahrten und Flusskreuzfahrten. Die Flusskreuzfahrten führte sie von 1978 bis 1992 durch. Sie dauerten sieben bis zwölf Tage, übernachtet wurden in Hotels an Land. Fahrtbereiche waren die Flüsse Main – Regnitz bis nach Aschaffenburg und Nürnberg, Rhein – Neckar über Mainz, Worms, Stuttgart bis Esslingen, Rhein – Mosel – Saar über Wiesbaden und Trier bis Dillingen sowie Rhein – Ruhr – Waal – Maas bis nach Arnheim und Maastricht.
Seit 1993 setzt die Reederei die Undine vor allem für Rundfahrten auf dem Main ein, die zwischen Bamberg und Volkach stattfinden: Hauptprogramm des Schiffes sind von April bis Oktober die Fahrten rund um die Volkacher Mainschleife. Sie führen vom Anleger in Volkach mainabwärts bis Stammheim und Wipfeld und dauern rund 90 Minuten.

## Das Schiff
Das Schiff ist 36,25 Meter lang, 7,60 Meter breit und hat einen Tiefgang von 1,30 Meter. Bei Ablieferung bestand der Antrieb aus zwei Dieselmotoren der Firma Deutz AG mit jeweils 155 PS, die auf zwei Schrauben wirkten und eine Geschwindigkeit von 24 km/h ermöglichten. Bei der ersten Erneuerung 1980 wurden sie durch zwei Iveco-Dieselmotoren mit je 200 PS ersetzt und 2006 durch zwei Iveco aifo-Sechszylinder Dieselmotoren vom Typ 8210 SRM mit je 262 kW (356 PS). Das Schiff war 1959 für 400 Fahrgäste zugelassen, heute ist es für 250 Personen ausgelegt. Für den Betrieb des Schiffes ist neben dem Schiffsführer ein Matrose/Motorenwart an Bord.